# Stea peculiară
În astrofizică termenul stea peculiară desemnează un anumit tip de stea, care posedă o abundență neobișnuită de elemente grele (în limbajul astronomilor sunt denumite „metale“), cel puțin în straturile de suprafață ale acestora.

## Principalele stele peculiare din Galaxia Noastră
Principalele stele peculiare din Galaxia Nostră.
| Nume       | Denumirea Bayer      | Denumirea din catalogul HD | Clasificare stelară | Temperatură efectivă (K) | Distanța (parsec) |
| ---------- | -------------------- | -------------------------- | ------------------- | ------------------------ | ----------------- |
|            | α Circini            | HD 128898                  | A7VpSrEu            | 7.674                    | 16                |
| Alioth     | ε Ursae Majoris      | HD 112185                  | A0p                 | 8.974                    | 24                |
| Cor Caroli | α2 Canum Venaticorum | HD 112413                  | A0spe               | 11.614                   | 33                |
| Nusakan    | β Coronae Borealis   | HD 137909                  | F0p                 | 7.430                    | 34                |
|            | γ Equulei            | HD 201601                  | A9p                 | 7.621                    | 35                |
| Alrisha A  | α Piscium A          | HD 12447                   | A0sp                | 9.977                    | 42                |
|            | ι Cassiopeiae        | HD 15089                   | A5p                 | 8.414                    | 43                |

- Surse: Kochukhov, O.; Bagnulo, S. „Evolutionary state of magnetic chemically peculiar stars”. pp. 763-775. Parametru necunoscut |pubblicazione= ignorat (ajutor); Parametru necunoscut |anno= ignorat (ajutor); Parametru necunoscut |numero= ignorat (ajutor). Tipul spectral potrivit SIMBAD.